# Họ Cá may
Họ Cá may (danh pháp khoa học: Gyrinocheilidae) là một họ cá dạng cá chép (Cypriniformes) chỉ chứa một chi Gyrinocheilus với 3 loài cá sinh sống trong vùng nước ngọt thuộc các con suối miền núi có nước chảy nhanh ở Đông Nam Á, trong tiếng Việt gọi chung là cá may. Chiều dài tối đa khoảng 30–35 cm.
Chúng bám vào các vật cố định bằng miệng giống như một giác mút. Thức ăn của chúng là một loạt các loại mảnh vụn và tảo. Chủng cá may màu vàng kim có thể thấy ở nhiều cửa hàng bán chim, thú, cá cảnh và trang trại nuôi cá.

## Các loài
- Gyrinocheilus aymonieri (Tirant, 1883)): Cá may - Lưu vực các sông Mê Kông, Chao Phraya, Meklong; miền bắc bán đảo Mã Lai.
- Gyrinocheilus pennocki (Fowler, 1937)): Cá may đá - Lưu vực sông Mê Kông.
- Gyrinocheilus pustulosus Vaillant, 1902): Cá may Borneo - Chỉ có tại lưu vực các sông Kapuas, Mahakam và Kayan trên đảo Borneo, Indonesia.

## Hình ảnh

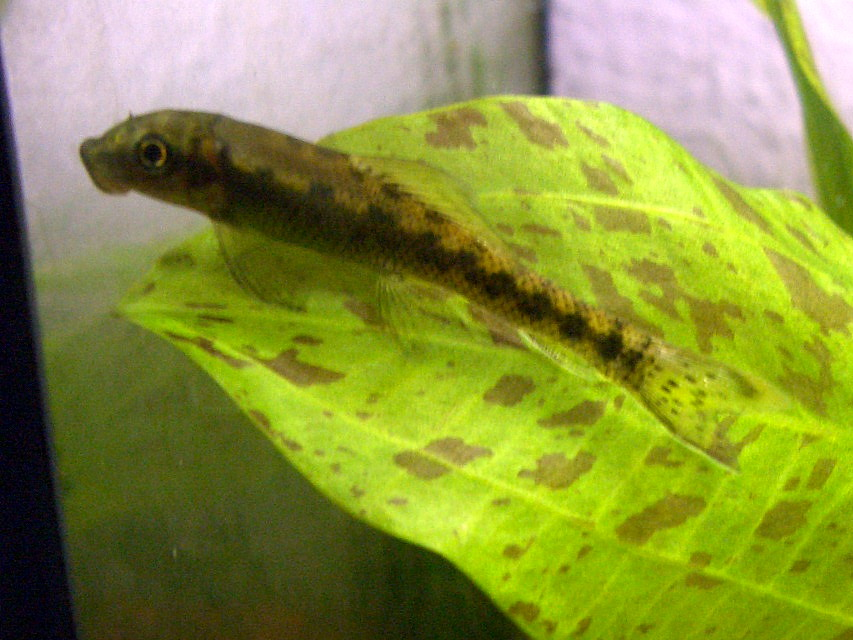
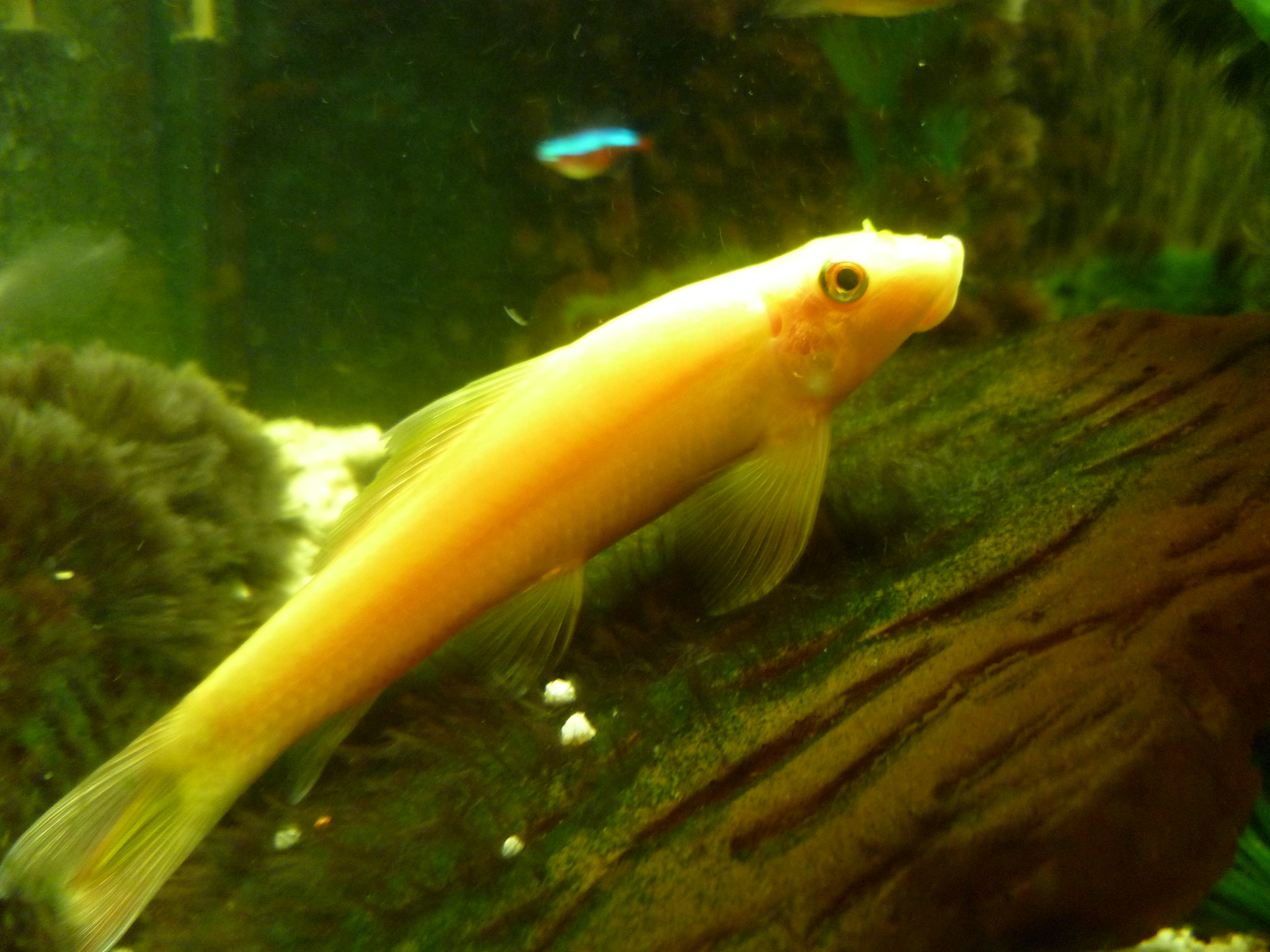
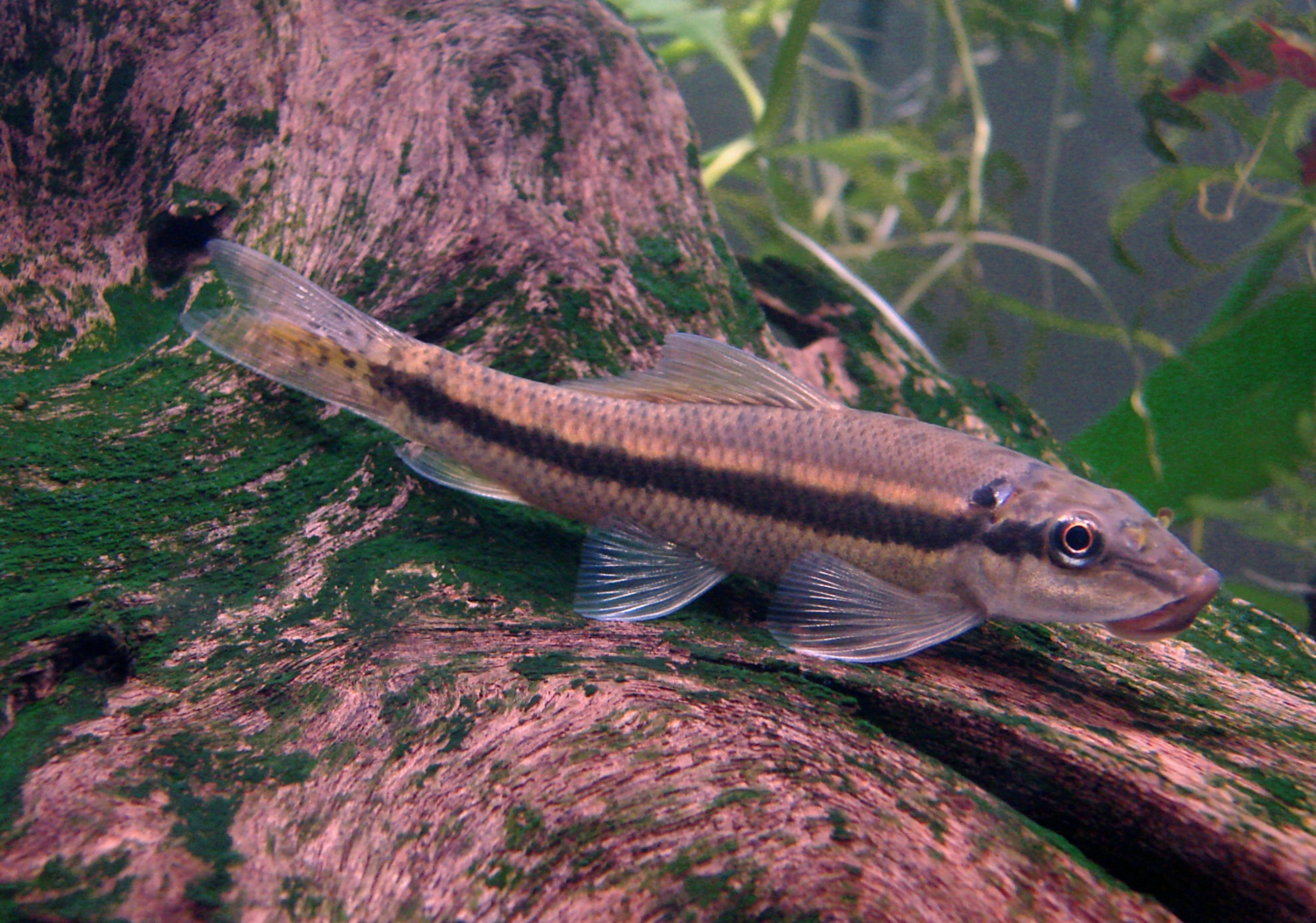
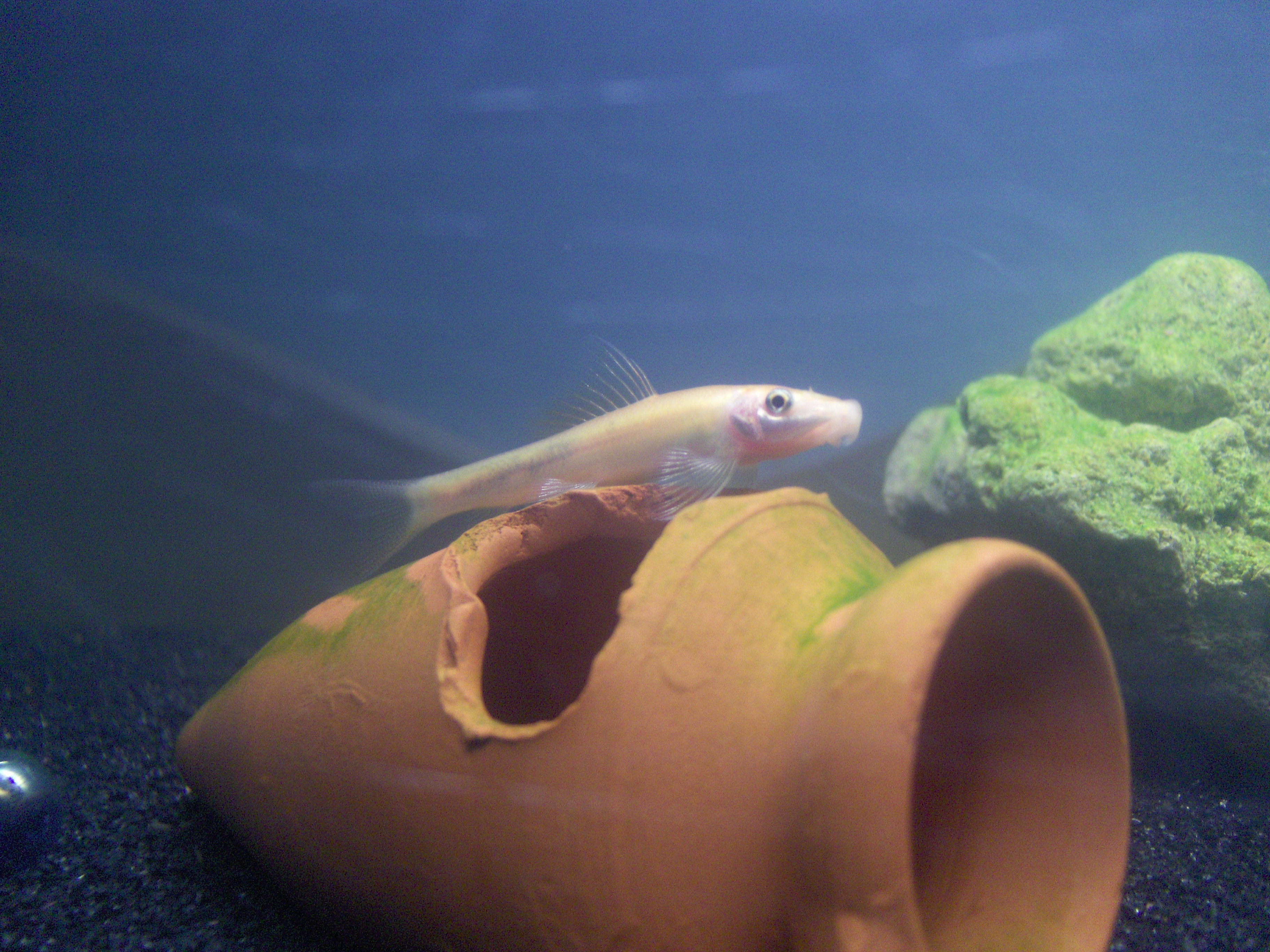